# Kyzyłorda
Kyzyłorda (kaz. Қызылорда; ros. Кызылорда) – miasto w południowym Kazachstanie, na Nizinie Turańskiej, nad Syr-darią, siedziba władz obwodu kyzyłordyńskiego. W 2020 roku liczyło ok. 242 tys. mieszkańców.
Ośrodek przemysłu materiałów budowlanych, celulozowo-papierniczego, maszynowego, odzieżowego i spożywczego. W pobliżu miasta znajdują się duże uprawy ryżu, wykorzystujące systemy sztucznego nawadniana zasilane wodami Syr-darii. Miejscowość stanowi ważny węzeł drogowy, posiada stację kolejową i obsługiwana jest przez międzynarodowy port lotniczy. W mieście działa wyższa szkoła pedagogiczna oraz instytucje kulturalne, m.in. muzeum historyczno-krajoznawcze i teatr. Do najważniejszych zabytków należą cerkiew Kazańskiej Ikony Matki Bożej z końca XIX wieku oraz meczet Ajtbaja z 1878 roku.

## Historia

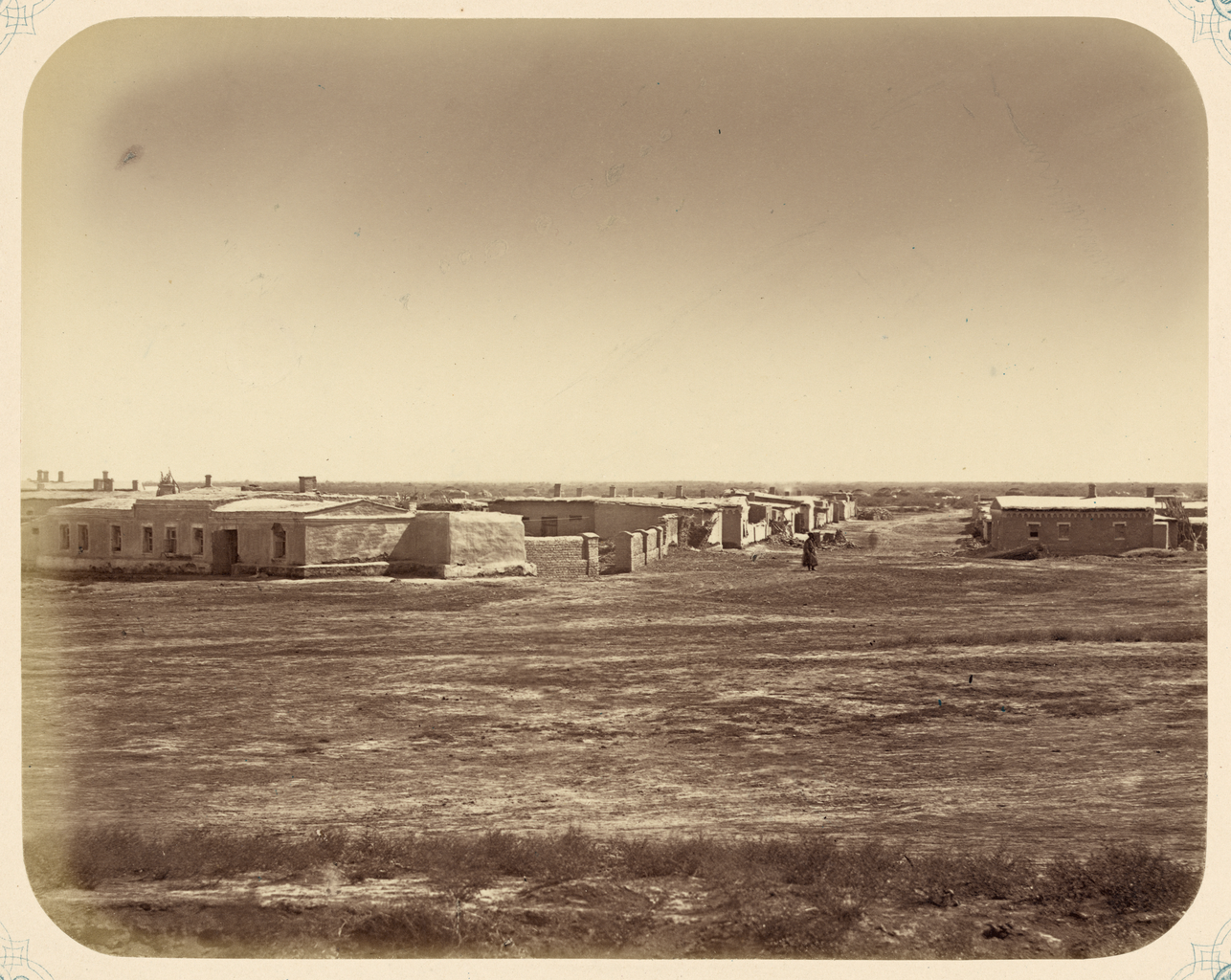
XIX-wieczne zdjęcie miasta

W 1817 roku na miejscu osady Kamyskała założona została twierdza chanatu kokandzkiego, którą nazwano Akmeszyt (kaz. Ақмешіт; ros. Акмечеть, Akmieczet´; tłum. ‘biały meczet’). Latem 1853 roku została ona podbita przez wojska rosyjskie pod dowództwem generała Wasilija Pierowskiego, na cześć którego przemianowano twierdzę na fort Pierowskij (ros. Перовский). Przy fortyfikacjach zaczęła rozwijać się osada Pierowsk (ros. Перовск), która w 1867 roku otrzymała status miasta i wyznaczona została na siedzibę ujezdu. 12 listopada 1917 roku rządy w Pierowsku objęli bolszewicy i było to pierwsze miejsce na terytorium Kazachstanu, w którym ustanowiona została władza radziecka. W 1922 roku przywrócono nazwę Akmeszyt. W 1925 roku miasto stało się stolicą Kazachskiej Autonomicznej Socjalistycznej Republiki Radzieckiej i związku z tym przemianowano je na Kyzyłorda (kaz. Қызылорда; ros. Кзыл-Орда, Kzył-Orda; tłum. ‘czerwona stolica’). Status stolicy utraciło w 1929 roku na rzecz Ałmaty. W 1926 roku otwarto w mieście Kazachski Teatr Dramatyczny. W 1938 roku Kyzyłordę ustanowiono siedzibą władz nowo utworzonego obwodu kyzyłordyńskiego. W tym czasie w mieście funkcjonowały m.in. elektrownia, młyn, piekarnia, zakłady przetwórstwa rybnego, zakłady produkcji ryżu oraz cegielnia. Po II wojnie światowej nastąpił dalszy rozwój przemysłu, uruchomiono m.in. zakłady obuwnicze, mięsne, zbożowe, celulozowo-papiernicze, mleczarnię oraz fabrykę włóknin. W 1974 roku otwarto fabrykę maszyn do produkcji ryżu. W 1997 roku zmieniono nazwę miasta w języku rosyjskim z Kzył-Orda na Kyzyłorda (ros. Кызылорда).

## Sport
W mieście ma siedzibę klub piłkarski Kajsar Kyzyłorda, który rozgrywa swoje mecze na stadionie im. Ganiego Muratbajewa.